# Phauloppia gracilis
Phauloppia gracilis är en kvalsterart som beskrevs av Sellnick 1952. Phauloppia gracilis ingår i släktet Phauloppia och familjen Oribatulidae. Inga underarter finns listade i Catalogue of Life.